# Europs simplex
Europs simplex es una especie de coleóptero de la familia Monotomidae.

## Distribución geográfica
Habita en Costa Rica.